# Virgilio Jesús Morales Vivanco
Virgilio Jesús Morales Vivanco (Lebu, 2 de octubre de 1876 - 5 de agosto de 1963, Peñaflor) fue un abogado y político chileno. Fue diputado, senador y, ministro de Tierras y Colonización durante la llamada "República Socialista de Chile", presidida por Carlos Dávila, y luego en la seguida administración provisional del general Bartolomé Blanche entre junio y octubre de 1932.

## Biografía

### Familia y estudios
Nació en la comuna chilena de Lebu el 2 de octubre de 1876, hijo de Pedro María Morales y de María Antonia Vivanco. Inició sus estudios primarios en Cañete, luego, en el Liceo de Hombres de Concepción, siguiendo un curso de leyes en el mismo liceo, y más tarde, en el Seminario de Concepción. Posteriormente, continuó los superiores estudiando leyes en la Universidad de Chile. Juró como abogado ante la Corte Suprema el 9 de marzo de 1899. Su tesis se tituló Estudio sobre la capacidad civil de la mujer, y la aprobó el día 6 de mayo de 1899.
Se casó en Santiago el 4 de julio de 1939 con Emilia Mardones Peña, con quien tuvo dos hijos, Virgilio y Silvia.

### Carrera profesional
Desarrolló actividades relacionadas con su profesión de abogado en Cañete hasta 1960, fecha en que se trasladó a vivir a Santiago. También se dedicó a la agricultura, explotando algunas propiedades ubicadas en la zona de Cañete, y a la minería en las zonas de Arauco y Curacautín donde era dueño de minerales de oro.
También, se desempeñó como promotor fiscal de Cañete, durante cinco años, desde el 12 de junio de 1906, y fue suplente de La Victoria, siendo separado de su cargo en Cañete por decreto N° 401, del 29 de marzo de 1922, bajo el gobierno del presidente liberal Arturo Alessandri.

### Carrera política
Militó en el Partido Demócrata (PD); más tarde perteneció a la fracción democrática del mismo partido, siendo su presidente en 1929.
En las elecciones parlamentarias de 1925 se presentó como diputado por la 18.ª Circunscripción Departamental correspondiente a Arauco, Lebu y Cañete, resultando electo para el periodo 1926-1930. Participó en las Comisiones de Gobierno Interior y de Agricultura y Colonización.
Dos años más tarde, fue nombrado ministro de Tierras y Colonización por la Junta de Gobierno de la denominada "República Socialista", liderada por Carlos Dávila, en la cual funcionó desde el 16 de junio hasta el 8 de julio de 1932. Ejerció el mismo cargo durante el gobierno provisional del general Bartolomé Blanche, actuando como tal desde el 14 de septiembre hasta el 3 de octubre de ese año.
Al año siguiente fue elegido senador en representación de la «Unión Socialista» (US), por la 8.ª Agrupación Provincial de Bío Bío y Cautín, periodo 1933-1941. En la cámara alta integró las Comisiones de Constitución, Legislación y Justicia, y Policía Interior.
Por último, en las parlamentarias de 1953, fue electo por la 18.ª Agrupación Departamental de Lebu, Arauco y Cañete, para el periodo legislativo 1953-1957. En esta etapa formó parte de las Comisiones de Constitución, Legislación y Justicia y de Policía Interior y Reglamento.

### Otras actividades
En forma paralela, se destacó como articulista en los diarios El Sur de Concepción y El Mercurio de Santiago y colaboró en la prensa en temas políticos, económicos y sociales. Fue autor del libro Arauco Legendario y Origen de los Pueblos Precolombinos de América y de la Ley sobre Constitución de la Propiedad Austral. Por sus conocimiento de la lengua mapuche colaboró en traducciones de leyendas en versos. Su interés por la arqueología lo llevó a desarrollar investigaciones arqueológicas y al descubrimiento de piedras con signos cuneiformes en el Valle de Elicura, las que se encuentran en el Museo de Cañete. En el ámbito deportivo, fundó el primer 'Centro Deportivo Juvenil de Cañete'.
Falleció a los 86 años en Peñaflor (Chile), el 5 de agosto de 1963 tras sufrir un ataque al corazón.